# ルーズベルト・ブラウン
ルーズベルト・ローウェイン・ブラウン（Roosevelt Lawayne Brown , 1975年8月3日 - ）は、アメリカ合衆国ミシシッピ州出身の元プロ野球選手（外野手）。2003年から2年間、オリックス・ブルーウェーブに在籍した。
ボストン・レッドソックス、コロラド・ロッキーズなどで活躍したエリス・バークスとは従兄弟にあたる。

## 経歴
1993年のMLBドラフト20巡目で、アトランタ・ブレーブスから指名され契約。1996年にテリー・ペンドルトンとのトレードでフロリダ・マーリンズへ移籍。
1997年にシカゴ・カブスに移籍。1999年5月18日に、メジャーデビュー。
2000年には、45試合の出場ながら打率.352をマーク。2002年にはメジャーに定着し自身最多の111試合に出場したが、打率.211と低迷しオフに解雇された。
2003年、オリックス・ブルーウェーブに入団。1年目の開幕当初は不調も、徐々に調子をあげていき、夏場に入ると爆発。7月には打率.427、7本塁打、26打点で月間MVPを受賞。最終的に打率.307、28本塁打、93打点をマークし、チームの主軸として活躍した。また、外国人選手ながらチームトップの19盗塁も記録した。
2004年は、開幕以降調子を落とし、8月6日に坐骨神経痛のため登録抹消。打率.269、15本塁打、70打点、2盗塁に留まり、9月7日付で自由契約となった。
2005年1月、アトランタ・ブレーブスと契約するが3月に解雇。5月にシカゴ・ホワイトソックスと契約し、3Aで103試合に出場、打率.306、12本塁打をマークするがオフに自由契約となり引退した。

## 選手としての特徴

### 打撃・走塁
外国人選手には珍しい俊足巧打の選手で、インハイには特に強く、三振も多くはなかった。また、早いカウントから打ちに行くスタイルだが、選球眼は良く、出塁率も高い。
フォロースルーが大きいため、一塁到達までが遅く、俊足の割には併殺打も多かった。
2003年はチーム最多の19盗塁を記録したが、盗塁成功率は低い。

### 守備
俊足巧打で肩も非常に強い一方で、守備能力はかなり難があったものの、当時のチームは同じく守備難の山﨑武司が事実上の指名打者専門であり、同じ様に守備が課題であったホセ・オーティズも二塁で起用するしかない事情であったことが、自身が在籍していた時期のオリックス投手陣崩壊の遠因ともなった。
失策が記録されにくい外野手であるにもかかわらず、2003年には12失策を記録するなど非常に失策が多かった。2003年9月2日の千葉ロッテマリーンズ戦ではサブローの打った高めの打球を見失って後逸、結果ランニングホームランになったという、記録には残らない大エラーをしてしまった。
また、ライトから三塁への返球が後ろのカメラマン席にダイレクトで入ったこともある（そのとき前進はしておらず、むしろ深めの守備位置だった。）

## 人物
2003年4月22日の対西武ライオンズ戦（札幌ドーム）ではユニフォームを忘れてしまったため、帯同していたチームメイトの吉井理人投手の背番号「55」のユニフォームを借りて試合に出場した。
2004年シーズンの春季キャンプではパスポートの紛失によりチームへの合流が遅れ、球団から罰金が科せられていた。

## 詳細情報

### 年度別打撃成績
| 年 度    | 球 団      | 試 合 | 打 席 | 打 数 | 得 点 | 安 打 | 二 塁 打 | 三 塁 打 | 本 塁 打 | 塁 打 | 打 点 | 盗 塁 | 盗 塁 死 | 犠 打 | 犠 飛 | 四 球 | 敬 遠 | 死 球 | 三 振 | 併 殺 打 | 打 率 | 出 塁 率 | 長 打 率 | O P S |
| -------- | ---------- | ----- | ----- | ----- | ----- | ----- | -------- | -------- | -------- | ----- | ----- | ----- | -------- | ----- | ----- | ----- | ----- | ----- | ----- | -------- | ----- | -------- | -------- | ----- |
| 1999     | CHC        | 33    | 70    | 64    | 6     | 14    | 6        | 1        | 1        | 25    | 10    | 1     | 0        | 3     | 1     | 2     | 0     | 0     | 14    | 2        | .219  | .239     | .391     | .629  |
| 2000     | CHC        | 45    | 98    | 91    | 11    | 32    | 8        | 0        | 3        | 49    | 14    | 0     | 1        | 0     | 2     | 4     | 1     | 0     | 22    | 0        | .352  | .371     | .538     | .910  |
| 2001     | CHC        | 39    | 92    | 83    | 13    | 22    | 6        | 1        | 4        | 42    | 22    | 0     | 0        | 0     | 1     | 7     | 1     | 0     | 12    | 3        | .265  | .319     | .506     | .825  |
| 2002     | CHC        | 111   | 231   | 204   | 14    | 43    | 12       | 0        | 3        | 64    | 23    | 2     | 2        | 0     | 1     | 23    | 3     | 0     | 50    | 4        | .211  | .289     | .314     | .603  |
| 2003     | オリックス | 128   | 554   | 482   | 72    | 148   | 28       | 0        | 28       | 260   | 93    | 19    | 11       | 0     | 3     | 62    | 4     | 7     | 83    | 19       | .307  | .392     | .539     | .931  |
| 2004     | オリックス | 93    | 398   | 335   | 45    | 90    | 23       | 0        | 15       | 158   | 70    | 2     | 3        | 0     | 4     | 51    | 3     | 8     | 67    | 7        | .269  | .374     | .472     | .846  |
| MLB：4年 | MLB：4年   | 228   | 491   | 442   | 44    | 111   | 32       | 2        | 11       | 180   | 69    | 3     | 3        | 3     | 5     | 36    | 5     | 0     | 98    | 9        | .251  | .304     | .407     | .712  |
| NPB：2年 | NPB：2年   | 221   | 952   | 817   | 117   | 238   | 51       | 0        | 43       | 418   | 163   | 21    | 14       | 0     | 7     | 113   | 7     | 15    | 150   | 26       | .291  | .384     | .512     | .896  |

### 表彰
NPB
- 月間MVP：1回（野手部門：2003年7月）

### 記録
NPB
- 初出場・初先発出場：2003年3月28日、対大阪近鉄バファローズ1回戦（大阪ドーム）、3番・左翼手として先発出場
- 初安打：2003年3月29日、対大阪近鉄バファローズ2回戦（大阪ドーム）、6回表に岩隈久志から中前安打
- 初盗塁：2003年4月1日、対西武ライオンズ2回戦（Yahoo!BBスタジアム）、1回裏に二盗（投手：石井貴、捕手：伊東勤）
- 初本塁打・初打点：同上、8回裏に石井貴から右越ソロ

### 背番号
- 28（1999年 - 2001年）
- 24（2002年）
- 23（2003年 - 2004年）